# 3 Idiots
3 Idiots (थ्री इडीयट्स) è un film indiano del 2009 diretto da Rajkumar Hirani, con sceneggiatura di Abhijat Joshi, e prodotto da Vidhu Vinod Chopra. È vagamente ispirato al romanzo Five Point Someone di Chetan Bhagat. 3 Idiots vede protagonisti Aamir Khan, R. Madhavan, Sharman Joshi, Kareena Kapoor, Omi Vaidya, Parikshit Sahni e Boman Irani.
3 Idiots è diventato il più grande incasso nella storia del cinema di Bollywood, infrangendo il record precedente che era detenuto dal film del 2008 Ghajini, che aveva sempre come protagonista Aamir Khan.
Nel film vengono mostrate le vere invenzioni di Remya Jose, uno studente di Kerala, Mohammad Idris, un barbiere del distretto di Meerut e Jahangir Painter, un pittore di Maharashtra. È stato fatto un remake in lingua tamil del film.

## Trama
Due amici, Raju e Farhan, iniziano a cercare un amico, Rancho, che non vedono più da quando erano giovani. Nel corso della loro ricerca, i protagonisti avranno modo di onorare una scommessa fatta in gioventù e poi dimenticata, manderanno a monte un matrimonio e prenderanno parte ad un funerale dove le cose andranno completamente fuori controllo. Contemporaneamente, i due inizieranno un viaggio interiore attraverso i propri ricordi e le avventure trascorse insieme al loro amico Rancho.

## Colonna sonora
La colonna sonora di 3 Idiots è stata composta da Shantanu Moitra con testi di Swanand Kirkire.
1. Aal Izz Well - Sonu Nigam, Shaan, Swanand Kirkire - 4:36
2. Zoobi Doobi - Sonu Nigam, Shreya Ghoshal - 4:08
3. Behti Hawa Sa Tha Woh - Shaan, Shantanu Moitra - 5:01
4. Give Me Some Sunshine - Suraj Jagan, Sharman Joshi - 4:07
5. Jaane Nahin Denge Tujhe - Sonu Nigam - 3:32
6. Aal Izz Well (Remix) - Sonu Nigam, Shaan, Swanand Kirkire - 4:41
7. Zoobi Doobi (Remix) - Sonu Nigam, Shreya Ghoshal - 3:29

## Riconoscimenti
- Star Screen Awards 2010
  -     - Miglior film - Rajkumar Hirani

  - Miglior regista - Rajkumar Hirani
  - Miglior attrice - Kareena Kapoor
  - Miglior antagonista - Boman Irani
  - Miglior comico - Omi Vaidya
  - Miglior sceneggiatura - Abhijat Joshi, Rajkumar Hirani, Vidhu Vinod Chopra
  - Migliori dialoghi - Abhijat Joshi, Rajkumar Hirani
  - Miglior montaggio - Rajkumar Hirani
  - Migliori coreografie - Bosco-Caesar - Zoobi Doobi
  - Nuovo attore più promettente - Omi Vaidya[4][5]
- Filmfare Awards 2010
  - Miglior film - Vidhu Vinod Chopra
  - Miglior regista - Rajkumar Hirani
  - Miglior attore non protagonista - Boman Irani
  - Migliori dialoghi - Raj Kumar Hirani e Vidhu Vinod Chopra
  - Migliore storia - Abhijat Joshi e Rajkumar Hirani
  - Migliore sceneggiatura - Rajkumar Hirani e Vidhu Vinod Chopra
- Max Stardust Awards 2010
  - Stardust Star of the Year Award – Female - Kareena Kapoor
  - Stardust Best Film Award - Rajkumar Hirani
- IIFA Awards 2010[6]
  - Miglior film - 3 Idiots
  - Miglior regia - Rajkumar Hirani
  - Migliore storia - Abhijat Joshi, Rajkumar Hirani e Vidhu Vinod Chopra
  - Miglior attore non protagonista - Sharman Joshi
  - Miglior attrice - Kareena Kapoor
  - Miglior attore in un ruolo negativo - Boman Irani
  - Miglior compositore - Swanand Kirkire
  - Miglior cantate - Shaan - Behti Hawa Sa Tha Wo
  - Migliore coreografie - C. K. Muraleedharan, ISC
  - Miglior sceneggiatura - Abhijat Joshi, Rajkumar Hirani & Vidhu Vinod Chopra
  - Migliori dialoghi - Rajkumar Hirani & Abhijat Joshi
  - Miglior montaggio - Rajkumar Hirani
  - Miglior suono - Bishwadeep Chatterjee & Nihal Ranjan Samal
  - Migliore canzone - Bishwadeep Chatterjee & Sachin K Sanghvi
  - Miglior montaggio sonoro - Anup Dev
  - Migliori musiche di sottofondo - Sanjay Wandrekar, Atul Raninga & Shantanu Moitra
- National Film Awards 2010[7]
  - Miglior film - 3 Idiots
  - Migliore audiografia - Anup Dev
  - Migliori testi - Swanand Kirkire - Behti Hawa Sa Tha Wo